# 대종상

대종상(大鐘賞, Grand Bell Awards)은 대한민국의 영화상이다. 한국영화인총연합회가 주최한다.  원래 대한민국 정부가 주관하였다가, 1992년에 민간으로 이관되었다. 대종상 트로피는 영화 시상식을 상징하는 에밀레종을 두 남녀가 떠받치고 있는 모양으로 조각됐다. 대종상 영화제이나 대종상 시상식이 합당한 표기라는 주장이 있다.

## 발자취
대한민국의 대표적인 영화 시상식으로 1962년 제1회를 개최하여 지금까지 이어지고 있다. 70~80년대에는 반공과 국가 정책을 홍보하는 성향이 주류을 이루었던 영화가 주로 수상되었다. 이후 다양한 영화 장르의 등장과 더불어 많은 변화를 가져왔는데, 특히 1992년 정부 주도에서 민간 주도로 바뀌며 진정한 영화인의 축제로 자리잡게 되었다. 또한 과거에는 심사 기준이 작품성에 치중되었으나, 점차 매스컴과 일반 관객의 다양한 관점이 많이 반영되었다.
다음은 대종상의 간략한 역사이다.
- 1958년 당시 문교부(현 교육부)에서 "국산 영화상"이 제정되었다.
- 1961년 주관 기관을 공보부(현 문화관광부)로 옮기면서 1961년 "대종상"으로 명칭을 변경하였다.
- 1962년 제1회 대종상 시상식이 열렸다.
- 1969년 제8회, 시상식 명칭을 "대한민국 문화 예술상 (영화 부문)"으로 변경하였다.
- 1971년 제10회, 다시 "대종상"으로 명칭을 변경하였다.
- 1998년 IMF 경제 위기로 인해 열리지 못하고, 이듬해 4월에 36회 시상식이 열렸다.[3]
- 2013년 영화발전공로상 수상자에게는 각 3백만원씩, 신인감독상 수상자에게는 창작지원 및 격려금으로 1천만원의 시상금이 전달됐다.[4]
- 2016년 대종상은 KBS2에서 중계를 안 하고 케이블채널인 K-STAR에서 방송되었다.
- 2017년 케이블 종합편성채널인 TV조선에서 방송되었다.
- 2019년 영화 시상 방식변경으로 인해 이듬해 2~3월에 개최될 예정이다.
- 2020년 신종 코로나바이러스 범유행으로 인해 시상식 연기

## 시상식 목록
- 제1회 대종상 (1962년)
- 제2회 대종상 (1963년)
- 제3회 대종상 (1964년)
- 제4회 대종상 (1965년)
- 제5회 대종상 (1966년)
- 제6회 대종상 (1967년)
- 제7회 대종상 (1968년)
- 제8회 대종상 (1969년)
- 제9회 대종상 (1970년)
- 제10회 대종상 (1971년)
- 제11회 대종상 (1972년)
- 제12회 대종상 (1973년)
- 제13회 대종상 (1974년)
- 제14회 대종상 (1975년)
- 제15회 대종상 (1976년)
- 제16회 대종상 (1977년)
- 제17회 대종상 (1978년)
- 제18회 대종상 (1979년)
- 제19회 대종상 (1980년)
- 제20회 대종상 (1981년)
- 제21회 대종상 (1982년)
- 제22회 대종상 (1983년)
- 제23회 대종상 (1984년)
- 제24회 대종상 (1985년)
- 제25회 대종상 (1986년)
- 제26회 대종상 (1987년)
- 제27회 대종상 (1989년)
- 제28회 대종상 (1990년)
- 제29회 대종상 (1991년)
- 제30회 대종상 (1992년)
- 제31회 대종상 (1993년)
- 제32회 대종상 (1994년)
- 제33회 대종상 (1995년)
- 제34회 대종상 (1996년)
- 제35회 대종상 (1997년)
- 제36회 대종상 (1999년)
- 제37회 대종상 (2000년)
- 제38회 대종상 (2001년)
- 제39회 대종상 (2002년)
- 제40회 대종상 (2003년)
- 제41회 대종상 (2004년)
- 제42회 대종상 (2005년)
- 제43회 대종상 (2006년)
- 제44회 대종상 (2007년)
- 제45회 대종상 (2008년)
- 제46회 대종상 (2009년)
- 제47회 대종상 (2010년)
- 제48회 대종상 (2011년)
- 제49회 대종상 (2012년)
- 제50회 대종상 (2013년)
- 제51회 대종상 (2014년)
- 제52회 대종상 (2015년)
- 제53회 대종상 (2016년)
- 제54회 대종상 (2017년)
- 제55회 대종상 (2018년)
- 제56회 대종상 (2020년)
- 제57회 대종상 (2021년)
- 제58회 대종상 (2022년)

## 기타
- 지하철 3, 4호선 충무로역 안에는 대종상 도안과 수상자의 사진이 있다.
- 1966년 제5회부터 반공 관련 영화상 (우수 반공 영화상, 반공 영화 각본상 등)을 수여하였는데, 1985년 제24회를 마지막으로 더 이상 수여하지 않았다.[5]
- 1966년부터 외화 수입 자유화가 된 1980년대까지 대종상을 타면 부상으로 외화 수입 쿼터를 주었다.[6]
- 1988년은 주최측 사정으로 인해 연기되었다.
- 1998년 대종상 시상식은 협찬사 쌍방울의 법정 관리로 인하여 개최하지 못하였다.
- 2019년은  시상일정의 변경으로 개최되지 못했다.
- 2020년은 코로나바이러스 여파로 무관중으로 대체되었다.

## 논란

### 대종상 명칭 논란
"대종상 시상식"을 "대종상 영화제"라 공식 표기하는 데에 문제가 지적되어 오고 있다. "영화제"(Film Festival)와 "영화 시상식"(Film Award)은 엄연히 다른 개념임에도 불구하고, 영어로는 "Award"로 제대로 표기하면서 한국어로는 명칭 말미에 "영화제"를 붙여 오고 있다. 대신 2007년 44회 대종상 때는 "대종상 영화 축제"(Daejongsang Film Festival)라는 명칭으로 시상식과는 상관없는, 별도의 행사를 다른 장소에 마련해 오고 있기도 하다.

### 2015년 대종상 논란
최근 대종상 투표어플이 새로 생겨났는데 건당 200원의 유료 수수료 투표와 본상 수상 인기몰이 투표 또한  논란이 되고있다. 1차투표 당시 후보에 들지 못했던 배우가 2차투표에서 갑자기 투표율이 상승하는듯 조작의 여지가 있다.
2015년 대종상의 경우 대리수상을 인정하지 않겠다고 하자 남녀 주연상 후보들 전부가 불참선언을 했었고, 결국 수상 자체는 이루어졌지만 대부분이 대리수상이 되어버렸으며, 결국 파행운영이라는 문제제기가 되고 있다.

### 2018년 대종상 논란
신인 감독상을 비롯해, 남우주연상, 여우주연상, 여우조연상, 조명상, 음악상, 편집상, 촬영상 등 다수의 수상자가 시상식에 불참해 관계자가 대리수상하는 모습이 연출되었다. 특히 음악상 부문에서 《남한산성》의  사카모토 류이치가 수상자로 호명됐을 때는 영화와 관련 없는 가수 한사랑이 무대에 오르기도 했다. 그는 “가수 겸 배우 한사랑입니다”라고 인사하며 대리수상을 했다.

## 시청률
| 회차 | 방송일 | AGB 시청률 | AGB 시청률 |
| 회차 | 방송일 | 1부        | 2부        |
| ---- | ------ | ---------- | ---------- |
| 46회 | 2009년 | 7.6%       | 10.2%      |
| 47회 | 2010년 | 7.9%       | 11.6%      |
| 48회 | 2011년 | 8.8%       | 11.7%      |
| 49회 | 2012년 | 5.4%       | 9.3%       |
| 50회 | 2013년 | 7.0%       | 6.2%       |
| 51회 | 2014년 | 9.4%       | 7.1%       |
| 52회 | 2015년 | 6.9%       | 5.1%       |

## 같이 보기
- 한국 영화
- 영화상 목록